# Romain Brégerie
Romain Brégerie (Talence, 9 augustus 1986) is een Frans voetballer die bij voorkeur als centrale verdediger speelt.

## Clubcarrière
Brégerie is een jeugdproduct van Girondins Bordeaux. Tijdens het seizoen 2006/07 werd hij uitgeleend aan FC Sète. In 2008 trok de centrumverdediger naar FC Metz, dat hem in januari 2010 voor zes maanden uitleende aan LB Châteauroux. In 2011 tekende hij bij het Duitse Dynamo Dresden. In drie seizoenen speelde de Fransman in totaal 94 competitiewedstrijden voor Dynamo Dresden. In juli 2014 werd hij aangetrokken door SV Darmstadt 98. Op 3 augustus 2014 debuteerde Brégerie voor zijn nieuwe club in de 2. Bundesliga tegen SV Sandhausen. Eén week later maakte hij zijn eerste doelpunt voor zijn nieuwe club in de competitiewedstrijd tegen FC Ingolstadt 04. In 2015 promoveerde de club naar de Bundesliga. Met zes doelpunten in 33 competitiewedstrijden in zijn debuutseizoen had de centrumverdediger een behoorlijk aandeel in de promotie.